# Michael Russell
Michael Russell (n. 1 de mayo de 1978 en Detroit, Estados Unidos) es un exjugador de tenis estadounidense. 

## Carrera
Su logro más recordado es haber tenido un punto de partido en la cuarta ronda del Torneo de Roland Garros de 2001 ante el campeón defensor y eventual campeón Gustavo Kuerten. En el Abierto de Australia de 2007 tuvo una ventaja de 2 sets a 0 ante el ex-N.º 1 del mundo e ídolo local Lleyton Hewitt antes de caer derrotado en 5 sets. Sus logros en el circuito ATP son escasos, aunque ha destacado en torneos challenger. Su mejor posición en el ranking individual ha sido Nº60 en 2007.
Ha ganado hasta el momento 17 títulos de la categoría ATP Challenger Series. 15 de ellos fueron en la modalidad de individuales. Los dos restantes en dobles.
Ha disputado una final de la ATP World Tour. Fue en la modalidad de dobles, en el Torneo de Atlanta del año 2012. Junto al belga Xavier Malisse como compañero, cayeron derrotados en la final del torneo ante la pareja formada por el australiano Matthew Ebden y el estadounidense Ryan Harrison por 3–6, 6–3, [6–10].

## Títulos; 17 (15 + 2)
| Leyenda                     | Individuales | Dobles |
| --------------------------- | ------------ | ------ |
| Grand Slam                  | 0            | 0      |
| ATP World Tour Finals       | 0            | 0      |
| ATP World Tour Masters 1000 | 0            | 0      |
| ATP World Tour 500 Series   | 0            | 0      |
| ATP World Tour 250 Series   | 0            | 0      |
| ATP Challenger Series       | 15           | 2      |

### Individuales
| No. | Fecha      | Torneo                        | Superficie    | Rival               | Resultado        |
| --- | ---------- | ----------------------------- | ------------- | ------------------- | ---------------- |
| 1.  | 31.01.2001 | Challenger de Texas           | Dura (i)      | Stefano Pescosolido | 7-5 6-2          |
| 2.  | 12.07.2004 | Challenger de Granby          | Dura          | Davide Sanguinetti  | 6-3 6-2          |
| 3.  | 28.11.2005 | Challenger de Orlando         | Dura          | Todd Widom          | 6-4 6-2          |
| 4.  | 14.08.2006 | Challnger de Bronx            | Dura          | Paul Capdeville     | 6-0 6-2          |
| 5.  | 27.11.2006 | Challenger de Maui            | Dura          | Sam Warburg         | 6-1 6-0          |
| 6.  | 01.01.2007 | Challenger de Numea           | Dura          | David Guez          | 6-0 6-1          |
| 7.  | 22.01.2007 | Challenger de Waikoloa        | Dura          | Jamie Baker         | 6-1 7-5          |
| 8.  | 12.02.2007 | Challenger de Joplin          | Dura (i)      | Frederic Niemeyer   | 6-4 6-1          |
| 9.  | 03.05.2009 | Challenger de Carson          | Tierra batida | Michael Yani        | 6–1, 6–1         |
| 10. | 04.05.2009 | Challenger de Savannah        | Tierra batida | Alex Kuznetsov      | 6-4 7-6(6)       |
| 11. | 16.11.2009 | Challenger de Champaign       | Dura (i)      | Taylor Dent         | 7-5 6-4          |
| 12. | 25.01.2010 | Challenger de Honolulu        | Dura          | Grega Zemlja        | 6-0 6-3          |
| 13. | 11.11.2012 | Challenger de Knoxville       | Dura          | Bobby Reynolds      | 6–3, 6–2         |
| 14. | 06.07.2013 | Challenger de Manta           | Dura          | Greg Jones          | 4–6, 6–0, 7–5    |
| 15. | 04.11.2013 | Challenger de Charlottesville | Dura          | Peter Polansky      | 7–5, 2–6, 7–6(5) |

### Dobles

#### Títulos
| No. | Fecha      | Torneo                  | Superficie    | Pareja        | Rival                                  | Resultado   |
| --- | ---------- | ----------------------- | ------------- | ------------- | -------------------------------------- | ----------- |
| 1.  | 21.05.2000 | Challenger de Edimburgo | Tierra batida | Tommy Robredo | Lars Burgsmuller Ota Fukarek           | 6–0, 6-2    |
| 2.  | 02.05.2005 | Challenger de Túnica    | Tierra batida | Dusan Vemic   | Juan Pablo Brzezicki Juan Pablo Guzmán | 7–6(4), 6-3 |

#### Finales ATP
| No. | Fecha      | Torneo            | Superficie | Pareja         | Rival                       | Resultado        |
| --- | ---------- | ----------------- | ---------- | -------------- | --------------------------- | ---------------- |
| 1.  | 22.07.2012 | Torneo de Atlanta | Dura       | Xavier Malisse | Matthew Ebden Ryan Harrison | 3–6, 6–3, [6–10] |

## Clasificación en torneos del Grand Slam

### Individual
| Torneo               | 1998 | 1999 | 2000 | 2001 | 2002 | 2003 | 2004 | 2005 | 2006 | 2007 | 2008 | 2009 | 2010 | 2011 | 2012 | 2013 | 2014 | 2015 | G-P  | Títulos |
| -------------------- | ---- | ---- | ---- | ---- | ---- | ---- | ---- | ---- | ---- | ---- | ---- | ---- | ---- | ---- | ---- | ---- | ---- | ---- | ---- | ------- |
| Abierto de Australia | -    | -    | -    | 1R   | 1R   | -    | -    | -    | -    | 1R   | 2R   | -    | 1R   | 2R   | 1R   | 1R   | 1R   | 1R   | 2-10 | 0       |
| Roland Garros        | -    | -    | -    | 4R   | 1R   | -    | -    | -    | -    | 1R   | -    | -    | 1R   | 1R   | -    | 1R   | 1R   |      | 3-7  | 0       |
| Wimbledon            | -    | -    | 1R   | -    | 1R   | -    | -    | -    | -    | 1R   | -    | -    | 2R   | 1R   | 2R   | 1R   | 1R   |      | 2-8  | 0       |
| US Open              | 1R   | -    | 1R   | 1R   | -    | -    | -    | -    | 1R   | 1R   | -    | -    | 1R   | 1R   | 1R   | 1R   | -    |      | 0-9  | 0       |